# Bombardeos aéreos de Barcelona en marzo de 1938
Los bombardeos aéreos de Barcelona en marzo de 1938, que tuvieron lugar los días 16, 17 y 18 por parte de la Aviación Legionaria italiana, aliada del bando sublevado de la guerra civil española, desde sus tres bases en Mallorca (Islas Baleares), fueron posiblemente los bombardeos más terribles efectuados durante la guerra civil española, causando entre 880 y 1300 muertos y entre 1500 y 2000 heridos entre la población civil. Las cifras oficiales de la Generalidad de Cataluña hechas públicas el día 26 de marzo señalaron 875 muertos (de ellos, 118 niños), pero en los días siguientes fueron registradas 49 personas más, lo que da un total de 924 víctimas mortales. Además estas cifras oficiales recogen más de 1500 heridos, 48 edificios destruidos y 78 gravemente dañados. Es considerado uno de los primeros bombardeos de saturación de la historia y el segundo de los bombardeos en la guerra civil que más muertos causó en la guerra española en una sola de las incursiones tras el de Guernica.

## Contexto general
Durante marzo de 1938, Juan Negrín, presidente del ejecutivo del gobierno republicano español había viajado a París para tratar de que Francia vendiera armas a la república. El 10 de marzo el gobierno francés había dimitido y el 12 de marzo Adolf Hitler había invadido Austria bajo la amenaza de convertir el país en "otra España". Franco había aprovechado la victoria en Teruel, la disposición de sus tropas y la enorme superioridad en fuerzas, para iniciar el 9 de marzo la ofensiva de Aragón planificada por el general Juan Vigón. Varios cuerpos de ejército y la Legión Cóndor, con cien mil hombres, doscientos carros de combate y más de mil aviones se dispusieron a avanzar con escasa resistencia republicana. Británicos y franceses, defensores del Comité de No Intervención, se mostraron alertados por el avance franquista que se dirigía al Mediterráneo y la evidente connivencia entre la España de Franco, la Italia fascista y la Alemania nazi. En esta situación el jefe de Gobierno francés, Léon Blum, propuso el 16 de marzo al Comité Permanente de Defensa Nacional dar un ultimátum a Franco y que renunciase a las fuerzas alemanas e italianas, mientras la prensa francesa señalaba que varias divisiones estaban preparadas para intervenir en favor de la república. Así, Blum accedió a la venta de armas pedida por Negrín, si bien no apoyó la intervención de unidades francesas en la defensa de Cataluña como también se le solicitó. Dentro de la estrategia de Franco para evitar la intervención extranjera en apoyo a la República o las limitaciones a la ayuda que recibía de Italia y Francia, apuntó al embajador alemán en Madrid la posibilidad de prescindir de las unidades de tierra italianas para contentar a Francia y Reino Unido, pero sin desprenderse de la aviación italiana ni de la Legión Cóndor que seguían siéndole muy útiles.

## La orden de ataque
El bombardeo fue ordenado personalmente por Benito Mussolini. Aunque se ha esgrimido que esto se hizo sin conocimiento de Franco, en 1967, comentando con Francisco Franco Salgado-Araujo los hechos, señalaría: "todos los bombardeos se hacían siempre por decisión especial del mando español". Italia tenía autonomía en el uso de sus tres bases aéreas en Mallorca (Comando Aviazione Legionaria delle Baleari) y había efectuado bombardeos a lo largo de la costa mediterránea española en varias ocasiones sin contar con una autorización expresa de los militares sublevados españoles. El telegrama ordenando el ataque lo recibió el general Vincenzo Velardi, jefe de la Aviación Legionaria en Baleares, en la noche del 16 de marzo, y estaba firmado por el general Valle, subsecretario de la aviación militar italiana en Roma:

Iniziare da stanotte azione violenta su Barcelona con martellamento diluito nel tempo
Iniciar desde esta noche acción violenta sobre Barcelona con un martilleo espaciado en el tiempo

Antes de conocerse este telegrama la única prueba que se tenía de que Mussolini era quien había ordenado el bombardeo era una cita en el diario personal del conde Galeazzo Ciano, ministro de asuntos exteriores de la Italia fascista y yerno del Duce:

La verdad sobre los bombardeos de Barcelona es que Mussolini se los ha ordenado a Valle en la cámara, pocos minutos antes de pronunciar el discurso sobre Austria. Franco no sabía nada y ha pedido suspenderlos, pues crean complicaciones con el extranjero. Mussolini piensa que abaten muy eficazmente la moral de los rojos, mientras las tropas avanzan en Aragón.

Se ha debatido mucho sobre por qué Mussolini dio la orden de bombardear Barcelona (o mejor "machacar" Barcelona, pero poco a poco: martellamento diluito nel tempo). Algunos historiadores han señalado que los motivos del Duce estarían relacionados con la anexión de Austria por Hitler, del que sentiría una especie de celos por su éxito sobre un país que Mussolini siempre había considerado bajo su esfera de influencia. También podría haber sido una señal de advertencia a Francia preocupada por la ofensiva de Aragón que si tenía éxito situaría en su frontera sur de los Pirineos a alemanes e italianos y que, por tanto, podría estar planeando la venta masiva de armas al gobierno de la República. Un tercer motivo, aducido por otros historiadores, habría sido que Mussolini quería acelerar el final de la guerra de España y aparecer ante Europa como un triunfador. Un cuarto y último motivo, apuntado por el historiador Hilari Raguer, sería que Mussolini quería contrarrestar las conmemoraciones que, en París y en otras ciudades, los antifascistas iban a celebrar por el primer aniversario de "la primera derrota del fascismo", la batalla de Guadalajara. Como se dijo en un editorial del diario Il Popolo d'Italia, que probablemente fue escrito por el propio Mussolini, ya que aparece incluido en sus obras completas: i morti di Guadalajara saranno vendicati ("los muertos de Guadalajara serán vengados").

### La estrategia italiana
Como ha destacado Hilari Raguer, la estrategia que utilizaron los aviones italianos fue completamente nueva pues en vez de concentrar todas las bombas en un lugar y en un momento determinados, los bombardeos de Barcelona, que se cebaron en los barrios residenciales y en el denso casco viejo, "se organizaron en cadena ininterrumpida, de modo que los sistemas de alarma y de aviso de la población quedaron trastocados, y cuando sonaban las sirenas ya no se sabía si anunciaba el fin de una incursión o el comienzo de otra". Según un experto de la época, citado por Raguer, el primer ataque comenzó a las 10 y 8 minutos de la noche del 16 y hasta las 3,19 de la tarde del 18 de marzo las sirenas no dejaron de sonar, pues durante todo ese tiempo hubo treinta incursiones aéreas. El historiador italiano Ferdinando Pedriali, citado por Solé i Sabaté y Villarroya, confirma esta visión: "la técnica empleada en Barcelona era algo nuevo, nunca probado sobre la población civil. El efecto fue terrorífico: la tarde del 17 comenzó un éxodo de millares de personas al campo". Lo que confirma que el objetivo de Mussolini era como se decía en el telegrama martellamento diluito nel tempo ("machacar [Barcelona] poco a poco").
El general Francesco Pricolo, que comandaba uno de los escuadrones, señaló sobre los bombardeos aéreos de la aviación italiana en la guerra, y en Barcelona en particular:

Hay que crear [con los bombardeos aéreos] una sensación de terror inmediato entre la población enemiga, destruyendo continuamente la ciudad, los centros urbanos, todas las fuentes de vida y someterlos a una pesadilla de la que no puedan despertar y que les obligará a rendirse. [...] Los periodistas extranjeros han reconocido que, si el bombardeo constante de Barcelona hubiera continuado a ese ritmo durante dos semanas más, ningún gobierno habría podido evitar la rendición total de la ciudad.

Mussolini, por su parte, reconoció la estrategia que estaban siguiendo sus aviones cuando afirmó que los italianos "están horrorizando al mundo con su agresividad, para variar, en lugar de encantarlo con su guitarra".
El diario La Vanguardia de Barcelona publicado el 18 de marzo calificaba la estrategia seguida en el bombardeo de Barcelona como "la fórmula guerrera más canallesca y miserable que haya cabido en cabeza humana".

## El bombardeo: objetivos civiles

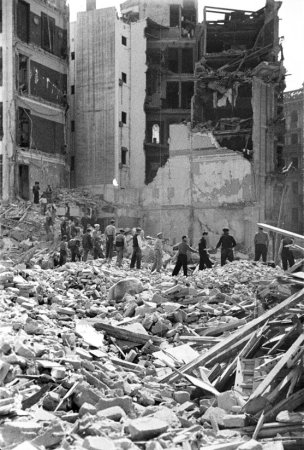
Efectos de los bombardeos italianos sobre edificios residenciales de la Gran Vía de Barcelona, marzo de 1938.

Barcelona había sufrido durante la guerra y con anterioridad a marzo de 1938 varios bombardeos aéreos, y hasta el final de la guerra sufriría varios más, hasta un total de 51, pero ninguno de esta intensidad e intencionalidad, sólo comparable, aunque en menor escala, a los bombardeos aéreos de Barcelona en enero de 1938, en los que las bombas también cayeron sobre la parte más habitada de la ciudad. En las comunicaciones de las autoridades italianas sobre los bombardeos de marzo se citaban referencias directas al "centro geográfico".
Las primeras bombas sobre la ciudad cayeron sobre las diez de la noche del 16 de marzo y la acción finalizó sobre las tres de la tarde del día 18. En total se hicieron en algo menos de dos días 17 incursiones, la mayoría de ellas en intervalos de tres horas. La mayoría de las bombas (44 toneladas) cayeron en el centro de la ciudad, siendo zonas muy afectadas las Ramblas, la Diagonal y la Plaza de Cataluña. El día más sangriento fue el 17 de marzo, cuando la mayoría de las acciones se sucedieron por la noche. Se lanzaron bombas experimentales de entre 50 y 100 kilos con poca capacidad de penetración, pero una gran fuerza expansiva. Además de edificios, las características de las bombas más pequeñas provocaron muchos muertos y heridos entre quienes se encontraban en las vías públicas, los restaurantes, las plazas o los tranvías.
Según Langon Davies, un periodista inglés testigo de los ataques, éstos fueron trece (uno el miércoles 16 de marzo, seis el jueves 17 y otros seis el viernes 18) por lo que en realidad Barcelona fue bombardeada un total de 16 minutos y, en cambio, estuvo en situación de alarma durante más de 40 horas. Por su parte, el embajador norteamericano C.A. Bowers, citando a su agregado militar, afirmó que hubo 10 ataques.
Los aviones que llevaron a cabo el ataque fueron los S-81 del 25 Grupo y los Savoia S-79 del 8.º Stormo, ambas unidades integradas en la Aviación Legionaria italiana con base en Mallorca, tal como lo refleja el diario histórico de la agrupación: el día 16, fueron diez S-81; el 17, dieciséis Savoia S-79 y nueve S-81; y el 18, doce Savoia S-79. Por tanto carecen de fundamento las afirmaciones de que en los bombardeos también participaron hidroaviones alemanes Heinkel He 51C-1 o bombarderos Ju-52. El propio embajador alemán ante Franco Eberhard Von Stohrer afirmó en un informe enviado a Berlín que los "ataques aéreos efectuados hace unos días sobre Barcelona" fueron obra de "bombarderos italianos".
Las bombas cayeron en la parte central y más poblada de la ciudad, sin que se buscara ningún objetivo concreto y de forma totalmente indiscriminada. El embajador alemán ante el gobierno de Franco Eberhard Von Stohrer escribió lo siguiente en un informe enviado a Berlín desde Salamanca el 23 de marzo de 1938:

He sabido que los ataques aéreos sobre Barcelona efectuados hace unos días por bombarderos italianos han sido literalmente terribles. Casi todos los barrios de la ciudad han sufrido. No hay ningún indicio de que se hayan querido tocar objetivos militares. Centenares de casas y calles han sido destruidos por las bombas, que evidentemente tenían un poder de destrucción muy particular. Se han contado hasta ahora 1.000 muertos, pero se presume que numerosos cadáveres están aún entre los escombros. El número de heridos sobrepasa los tres mil

El momento más terrible se vivió a las dos de la tarde del jueves 17 de marzo cuando una bomba alcanzó en el cruce de la calle Balmes con la Gran Vía de las Cortes Catalanas un camión militar que transportaba dinamita y que iba ocupado por 23 soldados republicanos. La explosión fue tremenda. Murieron todos los soldados y los transeúntes que caminaban por los alrededores. El suceso fue portada en los diarios franceses, británicos y norteamericanos, que llegaron a hablar de que los italianos habían lanzado sobre Barcelona una "superbomba" por los tremendos destrozos y el número de víctimas que se produjeron.
De las 924 víctimas que fueron inscritas en el depósito del Hospital Clínico (y que constituyen la cifra oficial de fallecidos durante el bombardeo) se puede citar a Julia Gay, madre de los hermanos Goytisolo, cuyo recuerdo aparece en un poema de José Agustín Goytisolo y en la obra Coto vedado de Juan Goytisolo.
La reacción de pánico de los barceloneses por los bombardeos fue descrita así por el comandante Andrés García Calle:

Empezó el éxodo al campo. Miles y miles de personas salían a las afueras con los colchones encima de los automóviles, camiones, carros o sobre los hombros. Casi todas las tiendas habían cerrado. El espectáculo era verdaderamente deprimente... La situación llegó a la máxima gravedad. La gente, aterrorizada y ya sin control, huía en masa de la ciudad. Cerraron hasta algunos centros oficiales. Recuerdo bien que, personalmente, comprobé que los almacenes de intendencia de la aviación también habían cerrado. Me lo habían asegurado, pero por tratarse de un establecimiento militar no lo creía y fui a cerciorarme de ello

Sin embargo, cuando los bombardeos pasaron la ciudad volvió a una relativa normalidad e incluso, como señaló el embajador norteamericano Bowers, "después de los bestiales bombardeos de Barcelona, miles de personas hasta entonces aletargadas se volvieron activas". El semanario humorístico barcelonés L'Esquella de la Torratxa comentó:

A pesar de los bárbaros bombardeos sobre Barcelona, L'Esquella no ha perdido su risa, que es un modo como cualquier otro de enseñar los dientes

Según Hugh Thomas, "la República disponía de cazas para repeler la agresión, pero las rivalidades y envidias internas le impidieron aprovechar sus recursos al máximo. El desánimo se fue extendiendo, hasta que se retiraron del frente algunas unidades de cazas para organizar la fuerza de defensa costera a las órdenes del comandante Andrés García Calle".
Franco, enfadado (según Von Stohrer), ordenó que parasen los bombardeos al día siguiente de finalizar, el 19 de marzo, una vez que se habían producido las primeras reacciones de rechazo internacional, para evitar "complicaciones exteriores". "Las órdenes de Franco en este sentido, aparte de demostrar la autonomía con que actuaba la aviación italiana, eran meramente tácticas. Posteriores bombardeos sobre la población civil, como los de Granollers y Alicante, son buena prueba de ello".

## Reacciones internacionales
Las reacciones de rechazo por los bombardeos fueron prácticamente unánimes en todo el mundo, a excepción de Alemania e Italia. El embajador estadounidense Claude Bowers, que fue testigo de los sucesos a través de los miembros de su embajada en Barcelona, calificó los bombardeos de "terribles" y afirmó que "nada en semejante aterradora escala, se había conocido antes. Las bombas no perseguían un objetivo militar. Eran arrojadas deliberadamente en el centro de la ciudad, la parte más concurrida y habitada...".
El Senado norteamericano aprobó una protesta en la que se condenaban los bombardeos aéreos sobre la población civil y el secretario de Estado de Estados Unidos Cordel Hull hizo pública una declaración en la que se decía:

En esta ocasión, cuando la pérdida de vidas humanas entre la población civil no combatiente es quizá mayor de lo que jamás lo haya sido en la historia, creo que estoy hablando en nombre de toda la población norteamericana cuando expreso un sentimiento de horror por todo lo que ha sucedido en Barcelona y cuando expreso la profunda esperanza de que en el futuro los centros de población civil no serán ya objeto de bombardeos militares desde el aire

Un gran efecto entre la opinión pública mundial tuvo la nota aparecida en primera página del diario oficioso del Vaticano L'Osservatore Romano del día 24 de marzo que se entendió como una reprimenda pública del papa Pío XI al "Generalísimo Franco". La nota decía lo siguiente:

Ante el continuo repetirse de bombardeos aéreos de ciudades de España, muchos, particularmente la prensa, se pregunta cuál es la actitud de la Santa Sede sobre hechos tan graves y que tanto conmueven a la opinión pública. (...) A tantas víctimas se han añadido ahora otras, causadas por los recientes bombardeos aéreos de Barcelona: víctimas inocentes, que la Santa Sede más que nunca deplora, mientras, fiel a su misión, continúa haciendo llegar palabras de moderación y consejos de blandura para atenuar lo más posible los horrores de la guerra. Y es por eso que el augusto Pontífice, siempre por su iniciativa e independientemente de la acción de otras potencias, el 21 del corriente ha encargado al antes citado monseñor Antoniutti [delegado papal ante el gobierno "nacionalista" de Burgos] que haga con tal fin un nuevo y urgente paso cerca del Generalísimo Franco

El gobierno republicano de Juan Negrín y la Generalidad de Cataluña tomaron diversas iniciativas para movilizar a la opinión mundial. El primero difundió un manifiesto condenando los bombardeos de Barcelona firmado por diversos intelectuales españoles encabezados por Jacinto Benavente dirigido a escritores y científicos de todo el mundo, al que se adhirieron personalidades como H. G. Wells, André Maurois, John Langdon-Davies, François Mauriac, Jules Romains o Nehru. Por su parte el comisario de propaganda de la Generalidad de Cataluña, Jaume Miravitlles protagonizó en París a finales de marzo de 1938 un mitin sobre el tema "Barcelona ciudad mártir".
También se mostraron "horrorizados" Francia, a través del jefe de Gobierno Blum, y el Reino Unido, en boca del primer ministro Chamberlain, mientras se sucedieron manifestaciones en distintas ciudades francesas y británicas por los bombardeos y la Santa Sede, a través del nuncio ante Franco, Antoniutti, imploró a aquel que pusiera fin a los bombardeos. El conde Ciano, ministro de Asuntos Exteriores de la Italia fascista, negó ante el embajador británico en Roma, Lord Perth, que los bombardeos hubieran sido decididos por su país, pero días antes había reconocido lo contrario. No obstante, a efectos de la guerra en España, no hubo cambios significativos en la política oficial de "no intervención".
Del impacto internacional que iban a tener los bombardeos de Barcelona de marzo de 1938 fue plenamente consciente el embajador de la Alemania nazi ante Franco, Eberhard von Stohrer. Este en un informe confidencial enviado desde Salamanca a Berlín con fecha de 23 de marzo, después de reconocer que los bombardeos habían sido "literalmente terribles" y que no perseguían "objetivos militares", afirmó:

Creo que los bombardeos de destrucción cuando no pretenden objetivos netamente militares, no producen el efecto moral que se busca en una guerra civil como la española, sino por el contrario, comportan graves peligros para el porvenir. Estoy convencido de que después de la guerra, tanto en España como en el extranjero, se nos criticará duramente tanto a los italianos como a nosotros, tomando como tema el hecho, bien entendido, de que no habrán sido los aviones españoles los que han destruido sus propias ciudades mediante bombardeos, sino los aviones aliados, italianos y alemanes

### Los ciudadanos de Barcelona puestos como ejemplo por Winston Churchill
Una prueba del tremendo impacto internacional que tuvieron los bombardeos sufridos por Barcelona fue el célebre y recordado discurso Esta fue su hora más gloriosa que pronunció el primer ministro británico Winston Churchill, en la Cámara de los Comunes del Parlamento del Reino Unido, el 18 de junio de 1940, en el transcurso de la Segunda Guerra Mundial, ante el inminente inicio de la batalla de Inglaterra cuando el terror a los bombardeos alemanes era también extremo, en el que puso de ejemplo a los ciudadanos de Barcelona para afrontarlos con coraje:

“No subestimo en absoluto la gravedad de la dura experiencia que tenemos por delante, pero creo que nuestros compatriotas serán capaces de hacerle frente, al igual que lo hicieron los los valientes ciudadanos de Barcelona, de mantenerse en pie y seguir adelante a pesar de ello; al menos tan bien como cualquier otro pueblo del mundo. Mucho dependerá de esto”
Winston Churchill. Cámara de los Comunes (18 de junio de 1940).

Años más tarde, el 15 de diciembre de 2012, el Ayuntamiento de Barcelona inauguró un espacio público, un parque urbano, que lleva su nombre en su honor, Los Jardines de Winston Churchill, en el barrio de Las Tres Torres del distrito de Sarriá - Sant Gervasio, además se instaló una escultura, obra de Pep Codó, en su memoria. En el acto de ese día, el alcalde, Xavier Trias, destacaría dichas palabras como uno de los principales elementos que le hacían merecedor del reconocimiento público de la ciudad.

## Continuación de los bombardeos
Los bombardeos sobre Barcelona cesaron el resto del mes de marzo, pero se trasladaron a otras poblaciones catalanas y de la costa levantina, como los realizados sobre Alicante el 25 de mayo y el que siguió 6 días después sobre Granollers, ambos de extrema dureza. En total, de enero a junio de 1938, la aviación legionaria italiana realizó 782 ataques aéreos en la costa mediterránea española controlada por los republicanos, lanzando 16.558 bombas.

## Procesamiento de los autores
En enero de 2013 la Audiencia de Barcelona admitió a trámite la querella criminal presentada por dos víctimas de los bombardeos y por la asociación de italianos residentes en Barcelona Altraitalia contra 21 aviadores de la Aviazione Legionaria, aunque no se sabe si alguno de ellos aún está vivo —Paolo Moci, que también participó en el bombardeo de Guernica, y Alberto Lauchard, que llegaron a generales, está confirmado que ya han fallecido—. Entre los denunciados está el mayor Quattrociocchi que después sería el jefe de la aviación de la República de Saló, la Aeronautica Nazionale Repubblicana.

## Cultura popular
En 2008, Jesús Garay dirigió un documental ficcionado con el título de Mirando al cielo, que se centra en los bombardeos del 17 de marzo, e incorpora material de la época, imágenes de los hechos y entrevistas con militares, historiadores y supervivientes.
En 2013, Pere Riera dirigió una obra de teatro con el título de Barcelona representando la tragedia que se vivía en la ciudad de Barcelona durante los bombardeos, a través de la historia del reencuentro de dos amigas separadas por la guerra. La obra se estrenó el 9 de mayo de 2013 en el Teatro Nacional de Cataluña y fue recibida con una gran ovación por parte del público.